# بلدية مورين
مورين هي بلدية في ليختنشتاين تقع بشمال البلاد. يبلغ عدد سكانها 4،401 نسمة. تم إنتاج الآلة الحاسبة الميكانيكية Curta بواسطة شركة Contina AG في مورين.

## تاريخيًا
تمت تسميتها بهذا الاسم «مورين» لأول مره في وثائق من عام 1178. وهناك نصب تذكاري لمربي ومؤرخ ليختنشتاين بيتر كايزر (1793-1864) يقع في مورن.

## أبرز شخصياتها
- كان بيتر كايزر (1793 في مورين - 1864 في خور) مؤرخًا ورجل دولة معروفًا بأنه من دعاة حقوق عامة الناس أو الأقنان في وطنه
- فريتز كايزر (مواليد 1955 في مورين) رائد أعمال في إدارة الثروات ومستثمر وفاعل خير.
- دومينيك هاسلر (مواليد 1978) ، سياسية في ليختنشتاين ، وزيرة الشؤون الداخلية والتعليم والبيئة منذ عام 2017 ، نشأت في مورين
- يورغن بيرجينز (مواليد 1989 في مورين) هو أحد المتزلجين المنافسين الذين مثلوا ليختنشتاين في دورة الألعاب الأولمبية الشتوية لعام 2010.